# Jules Bessan
Jules Bessan, född 14 april 1979, är en beninsk simmare.
Bessan tävlade för Benin vid olympiska sommarspelen 2016 i Rio de Janeiro, där han blev utslagen i försöksheatet på 50 meter frisim.